# 仁宇布站

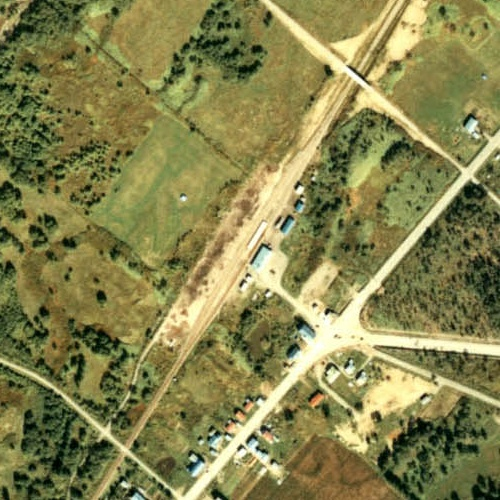
車站周邊的航空照片。圖中是仁宇布站，左下邊是美深站方向，右上邊是北見枝幸站方向。攝於1977年度。

仁宇布站（日语：／ Niupu eki */?）是位於北海道中川郡美深町，日本國有鐵道（國鐵）美幸線的鐵路車站（廢站）。事務管理碼為▲122706。

## 歷史
在1964年（昭和39年）美幸線開通，當時暫時以此站作為終點站。後來美幸線繼續向興濱北線北見枝幸站進行建設工程。雖然路基、隧道和橋樑已經全部完成，但是在1980年（昭和55年）隨著實施國鐵再建法，建設工程被暫停，最終未能完成工程，而已開業區間更被廢除。
另外，此站曾經設有貨運起卸業務，但是在1979年度（昭和54年度）起沒有再有起卸紀錄，在1984年（昭和59年）2月1日結束貨運業務。
- 1964年（昭和39年）10月5日 - 日本國有鐵道美幸線美深站至此站之間開通，此站啟用[1][4]。當時為一般車站。
- 1966年（昭和41年）12月21日 - 站舍被燒毀。
- 1967年（昭和42年）11月6日 - 新站舍落成。
- 1984年（昭和59年）2月1日 - 結束貨運和行李業務[1][3]。
- 1985年（昭和60年）9月17日 - 美幸線廢線，此站也被廢除[1]。

### 站名的由來
車站名稱取自所在地名。而地名是來自阿伊努語的「（niupu）」，該地名的來源有不同說法，更科源藏認為是「在森林的河流」。國鐵北海道總局發行的《北海道　站名之起源》指出是「『ペンケニウプ』（小河上流的森林）」。

## 車站構造
截至廢站前，此站一座地面車站，設有1面1線的島式月台（只使用一邊）。月台是在路軌的東北邊（仁宇布方向的列車會開始左邊車門）。所有列車都使用靠近站舍一方的1號月台，在站舍對面的2號月台敷設了路軌，但是實際上是用作側線。2號月台路軌尾端會與1號月台路軌匯合，使在美幸線延長時可進行列車交會。另外在2號月台外例還有1條貨物用側線（3號線）。
此站是職員配置站，設有預製木造站舍。站舍是在站內東南方，透過站內平交道連接月台南邊。截至1981年（昭和56年），站內共有6人當值。
另外截至1980年（昭和55年），車站後方還有日本鐵道建設公團的路軌敷設基地，站內放置了一些路軌和枕木。

## 使用狀況
- 在1981年度（昭和56年度）的1日上下車人次為20人[6]。

## 車站周邊
- 仁宇布簡易郵局
- 松山濕地（日语：松山湿原） - 車站南邊約5公里處[6]。
- 礦車王國美深（日语：トロッコ王国美深）
- 富士汽車耐寒試驗場　日本最北汽車試驗場
- 據說，附近的農場是村上春樹《尋羊冒險記》的原型場景 （页面存档备份，存于） （页面存档备份，存于）。
- 名士巴士（日语：名士バス）「仁宇布待合室」巴士站
- 美深町立仁宇布小中學

## 車站遺址
站舍在廢除後的1985年（昭和60年）12月19日至21日進行拆毀工程。隨後在1998年（平成10年），車站遺址變成由美深町NPO法人礦車王國美深管理的設施。截至2000年（平成12年），站舍已經被拆毀。截至2010年（平成22年），月台和路軌還存在。站舍遺址建設了木屋風的事務所，同時重新使用部分路軌（靠近邊溪站一方，高廣瀑布附近約5公里路段），在該處可試驗駕駛附有引擎，維護路軌用的軌道單車。
在設施內放置了一架日本國鐵583系電動列車的中間車輛SaHaNe581-19。雖然車身已經有油漆剝落和生鏽現象，但是內部仍然保存良好（但是沒有開放參觀）。另外，一架原本放在智東站的鐵路貨車站舍（從Yo3500形守車改造）在2006年（平成18年）7月3日遷移至此處。沿線的路軌維護小屋已經變為物資存放處。
另外，在舊站前廣場部分放置了蒸氣機車的車輪和「美幸線紀念碑」石碑。截至2000年（平成12年），靠近北見枝幸一方還有約0.1公里的路軌遺跡。截至2010年（平成22年），路軌盡頭是在車站北邊，但是路基仍然可看見繼續向北延伸。

## 相鄰車站
日本國有鐵道
美幸線
邊溪－仁宇布－（未建成區間）北見大曲（計劃中，暫名）

## 注腳
1. 1 2 3 4 5  石野哲 (编).  初版. JTB. 1998-10-01: 904. ISBN 978-4-533-02980-6 （日语）.
2. ↑  日本国有鉄道営業局総務課 (编). . 日本国有鉄道. 1966: 240  [2023-01-15]. doi:10.11501/1873236 （日语）.
3. 1 2  . 北海道新聞 朝刊. 1984-01-20 （日语）.
4. 1 2 3   第1版. 札幌市: 日本国有鉄道北海道総局. 1973-03-25: 184. ASIN B000J9RBUY （日语）.
5. ↑  本多 貢. 児玉　芳明 , 编. . 札幌市: 北海道新聞社. 1995-01-25: 69  [2018-10-16]. ISBN 4893637606. OCLC 40491505 （日语）.
6. 1 2 3 4 5 6  《国鉄全線各駅停車1 北海道690駅》（小學館，1983年7月發行）192頁。
7. ↑  《廃線終着駅を訊ねる 国鉄・JR編》（著：三宅俊彥，JTB出版，2010年4月發行）36頁。
8. ↑  《終着駅 国鉄全132》（雄雞社，1980年10月發行）28頁。
9. ↑  . 名寄新聞. 1985-12-24 （日语）.
10. 1 2 3  《鉄道廃線跡を歩くVII》（JTB出版，2000年1月発行）27-29頁。
11. 1 2 3  《新 鉄道廃線跡を歩く1 北海道・北東北編》（JTB出版，2010年4月發行）29-30頁。
12. ↑  《ダルマ駅へ行こう!》（著作：笹田昌宏，小學館文庫，2007年5月發行）29-30頁。
13. 1 2  《北海道の鉄道廃線跡》（著作：本久公洋，北海道新聞社，2011年9月發行）258頁

## 相關項目
- 日本鐵路車站列表
- 特定地方交通線
- 美深町營軌道 - 在1935年（昭和10年）至1963年（昭和38年）之間，連接美深站至仁宇布地區的簡易軌道[1]。

## 外部連結
- 美深町NPO法人礦車王國美深 （页面存档备份，存于）（日語） - 官方網站。

1. ↑  《北海道の鉄道廃線跡》373頁。